# Pachomiusz (arcybiskup astrachański)
Pachomiusz (zm. 31 maja 1655) – rosyjski biskup prawosławny.
Jego pochodzenie jest nieznane. Pierwsza wzmianka o nim pochodzi z 1638, gdy został wyznaczony na przełożonego monasteru Przemienienia Pańskiego i św. Warłaama Chutyńskiego w Nowogrodzie, z godnością archimandryty. Trzy lata później przyjął chirotonię biskupią i został biskupem astrachańskim i tierskim, a następnie podniesiony do godności arcybiskupiej.
W marcu 1642 był jednym z kandydatów do objęcia godności patriarchy moskiewskiego i całej Rusi po śmierci patriarchy Joazafa. W losowaniu wskazany został jednak inny kandydat - archimandryta Józef z Monasteru Simonowskiego w Moskwie. Pachomiusz jako jedyny w czasie soboru zgłaszał obiekcje co do mianowania patriarchą duchownego, który nie był wcześniej biskupem.
Autor dwóch prac o charakterze kronikarskim: Latopisu Astrachańskiego i Chronografu.
Zmarł w 1655 w czasie zarazy.